# Asemănare (geometrie)

Figuri asemenea

În geometria euclidiană, două obiecte sunt asemenea dacă ambele au aceeași formă sau unul are aceeași formă ca imaginea în oglindă a celuilalt. Mai precis, unul poate fi obținut din celălalt prin scalare uniformă (mărire sau micșorare), eventual cu translații, rotații și reflexii suplimentare. Aceasta înseamnă că oricare obiect poate fi redimensionat, repoziționat și reflectat, astfel încât să coincidă exact cu celălalt obiect. Dacă două obiecte sunt asemenea, fiecare este congruent cu rezultatul unei anumite redimensionări uniforme a celuilalt. 
|  |  |  |  |

De exemplu, toate cercurile sunt asemenea între ele, toate pătratele sunt asemenea între ele și toate triunghiurile echilaterale sunt asemenea între ele. Pe de altă parte, elipsele nu sunt toate asemenea între ele, dreptunghiurile nu sunt toate asemenea între ele, iar triunghiurile isoscelele nu sunt toate asemenea între ele. 

Figurile prezentate în aceeași culoare sunt asemenea

Dacă două unghiuri ale unui triunghi au măsuri egale cu măsurile a două unghiuri ale unui alt triunghi, atunci triunghiurile sunt asemenea. Laturile corespondente ale poliganelor asemenea sunt proporționale, iar unghiurile corespondente ale poligoanelor asemenea au aceeași măsură. 
Acest articol presupune că o scalare poate avea un factor de redimensionare de 1, astfel încât toate formele congruente sunt și asemenea, dar unele manuale școlare exclud în mod specific formele congruente de la definiția lor de forme asemenea, insistând că dimensiunile trebuie să fie diferite dacă formele se vor a fi asemenea. 

## Triunghiuri asemenea
Două triunghiuri, △ABC și △A′B′C′, sunt asemenea dacă și numai dacă unghiurile corespondente au aceeași măsură: acest lucru implică faptul că sunt asemenea dacă și numai dacă lungimile laturilor corespondente sunt proporționale. Se poate arăta că două triunghiuri care au unghiuri congruente (triunghiuri echiunghiulare) sunt asemenea, adică laturile corespondente se pot dovedi ca fiind proporționale. Aceasta este cunoscută sub numele de teorema asemănării pe caz UUU. Rețineți că „UUU” este un mnemonic: fiecare dintre cele trei U se referă la un „unghi”. Datorită acestei teoreme, mai mulți autori simplifică definiția triunghiurilor asemenea pentru a necesita doar ca cele trei unghiuri corespondente să fie congruente.
Există mai multe afirmații, fiecare dintre acestea fiind necesară și suficientă pentru ca două triunghiuri să fie asemenea: 
- Triunghiurile au două unghiuri congruente,[4] care în geometria euclidiană presupune că toate unghiurile lor sunt congruente.[5] Acesta este:

Dacă ∠BAC este egal în măsură cu ∠B′A′C′ și ∠ABC este egal în măsură cu ∠A′B′C′, atunci aceasta presupune că ∠ACB este egal în măsură cu ∠A′C′B′, iar triunghiurile sunt asemenea.
- Toate laturile corespondente au lungimi cu același raport: [6]

AB/A′B′ = BC/B′C′ = AC/A′C′ . Acest lucru este echivalent cu a spune că un triunghi (sau imaginea sa în oglindă) este o redimensionare a celuilalt.
- Două laturi au lungimi cu același raport, iar unghiurile dintre  aceste laturi au aceeași măsură.[7] De exemplu:

AB/A′B′ = BC/B′C′  și ∠ABC este egal în măsură cu ∠A′B′C′ .
Acesta este cunoscut sub numele de criteriul de asemănare LUL.  „LUL” este un mnemonic: fiecare dintre cele două L-uri se referă la o „latură”; U se referă la un "unghi" dintre cele două părți. 
Când două triunghiuri △ABC și △A′B′C′ sunt asemenea, se scrie:p. 22
△ABC ∼ △A′B′C′ .
Există mai multe rezultate elementare referitoare la triunghiuri asemenea în geometria euclidiană:
- Oricare două triunghiuri echilaterale sunt asemenea.
- Două triunghiuri, ambele asemenea cu un al treilea triunghi, sunt asemenea între ele (tranzitivitatea asemănării triunghiurilor).
- Înălțimile corespondente ale triunghiurilor asemenea au același raport cu laturile corespondente.
- Două triunghiuri drepte sunt asemenea dacă ipotenuza și o altă latură au lungimi cu același raport.[11]

Având un triunghi △ABC și un segment de dreaptă DE se poate găsi, cu riglă și compas, un punct F astfel încât △ABC ∼ △DEF. Afirmația conform căreia punctul F care îndeplinește această condiție există este axioma lui Wallis și este logic echivalent cu axioma paralelelor a lui Euclid. În geometria hiperbolică (unde axioma lui Wallis este falsă) triunghiurile asemenea sunt congruente. 
În tratamentul axiomatic al geometriei euclidiene dat de George D. Birkhoff (vezi axiomele lui Birkhoff), criteriul de asemănare LUL dat mai sus a fost utilizat pentru a înlocui atât axioma paralelelor lui Euclid, cât și axioma LUL, care a permis scurtarea dramatică a axiomelor lui Hilbert.
Triunghiurile asemenea oferă baza multor demonstrații sintetice (fără utilizarea coordonatelor) în geometria euclidiană. Printre rezultatele elementare care se pot dovedi astfel sunt: teorema bisectoarei, teorema înălțimii, teorema lui Ceva,  teorema lui Menelaus și teorema lui Pitagora. Triunghiurile asemenea oferă, de asemenea, bazele pentru trigonometria triunghiului dreptunghic.

## Alte poligoane asemenea
Conceptul de asemănare se extinde și la poligoane cu mai mult de trei laturi. Date fiind oricare două poligoane asemenea, laturile corespondente luate în aceeași secvență (chiar dacă se iau în sens orar pentru un poligon și în sens antiorar pentru celălalt) sunt proporționale și unghiurile corespondente luate în aceeași secvență sunt egale în măsură. Totuși, proporționalitatea laturilor corespondente nu este de la sine însăși suficientă pentru a dovedi asemănarea pentru alte poligoane decât triunghiurile (altfel, de exemplu, toate romburile ar fi asemenea). De asemenea, egalitatea tuturor unghiurilor în secvență nu este suficientă pentru a garanta asemănarea (altfel toate dreptunghiurile ar fi asemenea). O condiție suficientă pentru asemănarea poligoanelor este aceea ca laturile și diagonalele corespondente să fie proporționale. 
Pentru oricare n, toate poligoanele regulate de ordin n sunt asemenea. 

## Curbe asemenea
Mai multe tipuri de curbe au proprietatea că toate exemplele de acel tip sunt asemenea între ele. Acestea includ: 
- Cercuri
- Parabole[15]
- Hiperbolele cu o excentricitate specifică[16]
- Elipsele de o excentricitate specifică
- Curba lănțișor[17][18]
- Graficele funcției logaritm pentru diferite baze
- Graficele funcției exponențiale pentru diferite baze
- Spiralele logaritmice sunt asemenea între ele

## În spațiul euclidian
O asemănare (denumită și transformare geometrică asemenea) a unui spațiu euclidian este o bijecție f din spațiu asupra sieși care înmulțește toate distanțele cu același număr real pozitiv r, astfel încât pentru oricare două puncte x și y avem 
{\displaystyle d(f(x),f(y))=rd(x,y),\,}
unde „d(x,y)” este distanța euclidiană de la x la y. Mărimea scalară r are multe denumiri în literatura de specialitate, inclusiv raportul de asemănare și coeficientul de asemănare. Când r = 1, o asemănare se numește izometrie. Două mulțimi sunt numite asemenea dacă una este imaginea celeilalte sub o asemănare. 
Fie dată o funcție f : ℝn → ℝn, o asemănare de raport r ia forma 
{\displaystyle f(x)=rAx+t,}
unde A ∈ On(ℝ) este o matrice ortogonală n × n și t ∈ ℝn este un vector de translație. 
Asemănările păstrează planele, dreptele, perpendicularitatea, paralelismul, punctele de mijloc, inegalitățile dintre distanțe și segmentele de dreaptă. Asemănările păstrează unghiurile, dar nu păstrează neapărat orientarea, asemănările directe păstrează orientarea, însă asemănările opuse o schimbă.
Asemănările spațiului euclidian formează un grup sub operația compoziției numit grupul de asemănări S. Asemănările directe formează un subgrup normal de S, iar grupul euclidian E(n) de izometrii formează, de asemenea, un subgrup normal. Grupul de asemănări S este el însuși un subgrup al grupului afin, deci fiecare asemănare este o transformare afină. 
Planul euclidian poate fi văzut ca planul complex, adică ca un spațiu bidimensional deasupra axei reale. Transformările de asemănare 2D pot fi apoi exprimate în termeni de aritmetică complexă și sunt date de f(z) = az + b (asemănările directe) și f(z) = az + b (asemănările opuse), unde a și b sunt numere complexe, a ≠ 0. Când |a| = 1, aceste asemănări sunt izometrii.

## Raporturile laturilor, ariilor și volumelor
Raportul dintre ariile figurilor asemenea este egal cu pătratul raportului lungimilor corespondente ale acestor figuri (de exemplu, când latura unui pătrat sau raza unui cerc se mărește de trei ori, suprafața acestuia se mărește de nouă ori – adică trei la pătrat). Înălțimile triunghiurilor asemenea sunt în același raport cu laturile corespondente. Dacă un triunghi are o latură de lungime b și o înălțime dusă pe acea latură de lungime h, atunci un triunghi asemenea cu latura corespondentă de lungime kb va avea o înălțime dusă pe acea latură de lungime kh. Aria primului triunghi este A = 1/2bh în timp ce aria triunghiului asemenea va fi A′ = 1/2(kb)(kh) = k2A. Figurile asemenea care pot fi descompuse în triunghiuri asemenea vor avea arii legate în același mod. Relația este valabilă și pentru cifre care nu pot fi rectificate. 
Raportul dintre volumele de figuri asemenea este egal cu cubul raportului lungimilor corespondente ale acestor figuri (de exemplu, când muchia unui cub sau raza unei sfere se mărește de trei ori, volumul său se mărește de 27 de ori – adică cu trei la cub). 
Legea pătrat–cub a lui Galileo este legată de corpuri solide asemenea. Dacă raportul asemănării (raportul laturilor corespondente) dintre corpurile solide este k, atunci raportul dintre ariile solidelor va fi k2, în timp ce raportul volumelor va fi k3. 

## În spațiile metrice generale

Triunghiul Sierpiński. Un spațiu care are raportul de asemănare log 3/log 2 = log_{2}3, care este aproximativ 1,58. (Din dimensiunea Hausdorff.)

Într-un spațiu metric general (X, d), o asemănare exactă este o funcție f din spațiul metric X întru sine care înmulțește toate distanțele cu același scalar pozitiv r, numit factorul de contracție al lui f, astfel încât pentru oricare două puncte x și y avem 
{\displaystyle d(f(x),f(y))=rd(x,y).\,\,}
Versiunile mai slabe de asemănare ar fi, de exemplu, unde f este o funcție bi-Lipschitz și scalarul r o limită 
{\displaystyle \lim {\frac {d(f(x),f(y))}{d(x,y)}}=r.}
Această versiune mai slabă se aplică atunci când metrica este o rezistență eficientă pe o mulțime topologică autoasemănătoare. 
O submulțime autoasemănătoare a unui spațiu metric (X, d) este o mulțime K pentru care există o mulțime fină de asemănări { fs }s∈S cu factori de contracție 0 ≤ rs < 1 astfel încât K este unica submulțime compactă X pentru care 
 ]{\displaystyle \bigcup _{s\in S}f_{s}(K)=K.\,}

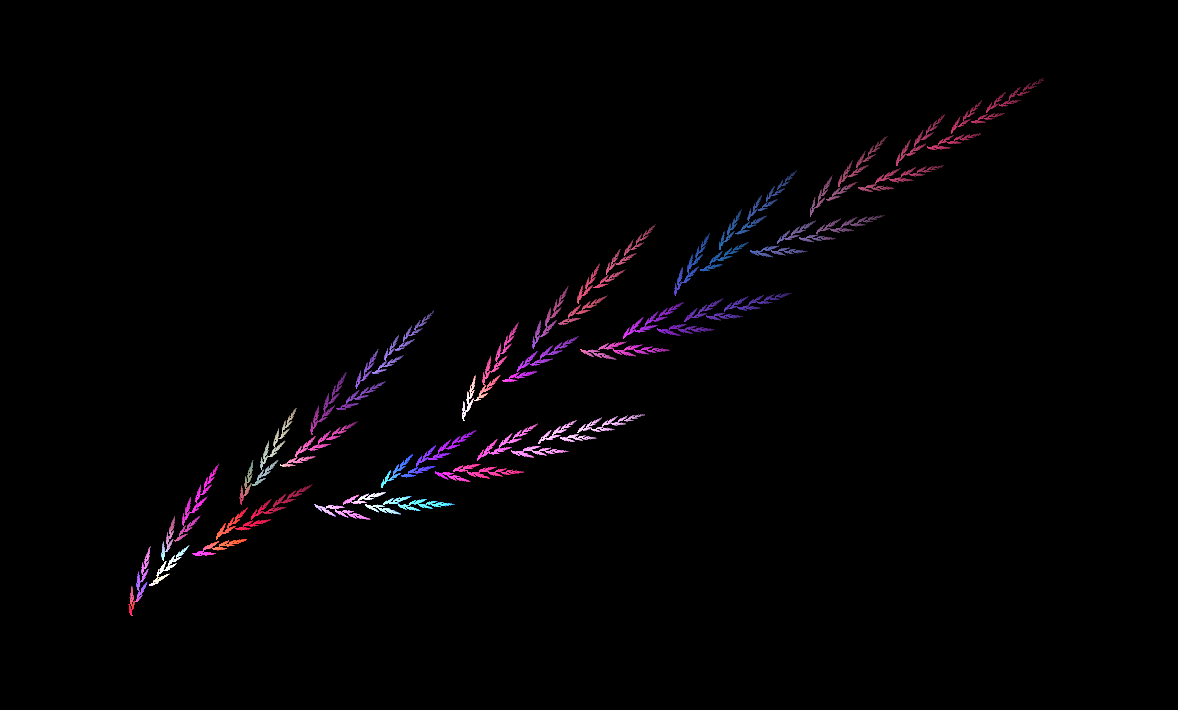
O mulțime autoasemănătoare construită cu două asemănări z'=0.1[(4+i)z+4] și z'=0.1[(4+7i)z*+5-2i

Aceste mulțimi asemănătoare cu sine au o măsură autoasemănătoare μD cu dimensiunea D dată de formula 
{\displaystyle \sum _{s\in S}(r_{s})^{D}=1\,}
care este adesea (dar nu întotdeauna) egală cu dimensiunea Hausdorff și dimensiunea de împachetare (o dimensiune de fractal) a mulțimii. Dacă suprapunerile dintre fs(K) sunt „mici”, avem următoarea formulă simplă pentru măsură: 
{\displaystyle \mu ^{D}(f_{s_{1}}\circ f_{s_{2}}\circ \cdots \circ f_{s_{n}}(K))=(r_{s_{1}}\cdot r_{s_{2}}\cdots r_{s_{n}})^{D}.\,}

## Topologie
În topologie, un spațiu metric poate fi construit prin definirea unei asemănări în locul unei distanțe. Asemănarea este o funcție astfel încât valoarea sa este mai mare atunci când două puncte sunt mai apropiate (contrar distanței, care este o măsură de disimilaritate: cu cât punctele sunt mai apropiate, cu atât distanța este mai mică). 
Definiția asemănării poate varia între autori, în funcție de proprietățile dorite. Proprietățile comune de bază sunt 
1. Definită pozitiv: 
{\displaystyle \forall (a,b),S(a,b)\geq 0}
2. Crescută de asemănarea unui element cu sine însuși (autoasemănare): 
{\displaystyle S(a,b)\leq S(a,a)\quad {\text{și}}\quad \forall (a,b),S(a,b)=S(a,a)\Leftrightarrow a=b}

Mai multe proprietăți pot fi invocate, cum ar fi reflectivitatea ({\displaystyle \forall (a,b)\ S(a,b)=S(b,a)}) sau finitatea ({\displaystyle \forall (a,b)\ S(a,b)<\infty }). Valoarea superioară este adesea stabilită ca fiind 1 (creând o posibilitate pentru o interpretare probabilistică a asemănării). 
Rețineți că, în sensul topologic folosit aici, o asemănare este un fel de măsură. Această utilizare nu este aceeași cu transformarea geometrică asemănătoare din secțiunile Spațiul euclidian și În spațiile metrice generale din acest articol. 

## Autoasemănare
Autoasemănare înseamnă că un model este asemănător netrivial cu sine însuși, de exemplu, mulțimea {…, 0.5, 0.75, 1, 1.5, 2, 3, 4, 6, 8, 12, …} a numerelor de formă {2i, 3·2i} unde i are ca valori toate numerele întregi. Când această mulțime este reprezentată pe o scară logaritmică, are o simetrie de translație unidimensională: adunarea sau scăderea logaritmului de doi la/din logaritmul unuia dintre aceste numere produce logaritmul altuia dintre aceste numere. În mulțimea de numere dată, aceasta corespunde unei transformări geometrice asemănătoare în care numerele sunt înmulțite sau împărțite cu doi.

## Psihologie
Intuiția pentru noțiunea de asemănare geometrică apare deja la copii, așa cum se poate observa din desenele lor. 

## Citire suplimentară
- Judith N. Cederberg (1989, 2001) A Course in Modern Geometries, Capitolul 3.12 Transformări de asemănare, pp.   183 – 9, Springer ISBN: 0-387-98972-2    .
- HSM Coxeter (1961,9) Introducere în geometrie, §5 Similitudine în planul euclidian, pp.   67 – 76, §7 Izometria și asemănarea în spațiul euclidian, pp. 96 – 104, John Wiley &amp; Sons .
- Günter Ewald (1971) Geometria: o introducere, pp 106, 181, Wadsworth Publishing .
- George E. Martin (1982) Geometria transformării: o introducere în simetrie, capitolul 13 Asemănări în plan, pp.   136 – 46, Springer ISBN: 0-387-90636-3    .

## Legătri externe
- Demonstrație animată a triunghiurilor asemenea